# 松平忠容
松平 忠容（まつだいら ただやす）は、江戸時代中期の大身旗本（旗本寄合席）。信濃上田藩主・松平忠周の五男で、兄の忠愛から更級郡川中島（塩崎知行所）5000石を分知された。

## 生涯
享保7年（1722年）、信濃上田藩主・松平忠周の五男として誕生した。享保13年（1728年）年5月1日、父の忠周が死去。
享保13年（1728年）6月15日、上田藩主を継いだ兄の忠愛は、父の遺領から5000石を弟の忠容（当時7歳）に分知した。このとき分知されたのが更級郡にあった飛地「川中島領」1万石のうちの5000石で、塩崎村、今井村、上氷鉋村、および中氷鉋村の一部である。知行地は「塩崎知行所」と呼ばれる。現地任用の代官・割番などが政務にあたった。
元文2年（1737年）8月25日に徳川家治の小姓となり、8月28日に従五位下・民部少輔に叙任。
宝暦6年（1756年）2月21日、昵懇の列に連なり、小姓組番頭格となった。5月21日より西丸側役となり、諸事執啓を務める。9月26日に執啓を、10月18日に御側をそれぞれ免じられ、10月29日に致仕した。致仕号は笠翁。跡は忠常が継いだ。
安永10年（1781年）1月23日、60歳で死去。江戸・西久保（現在の東京都港区虎ノ門）の天徳寺に葬られ、以後代々の葬地となった。ただしその後改葬があったらしく、忠容の墓誌を刻んだ「松平祖先之墓」が谷中霊園に存在している。

## 塩崎知行所
陣屋の置かれた塩崎村（現在の長野市篠ノ井塩崎）は、『元禄郷帳』で村高2800石余という大きな村であったが、他方、塩崎村は千曲川の洪水常襲地帯であり、享保16年（1731年）の「亥年の大水害」、寛保2年（1742年）の「戌の満水」などが大きな水害として記録されている。
寛保3年（1743年）、忠容は蔵米知行に改められ、「塩崎知行所」は一旦は幕府領となっているが、宝暦6年（1756年）に再度地方知行となり、塩崎知行所が復活する。
以後、幕末まで松平家が塩崎知行所を治め、7代当主松平忠厚が明治2年3月8日に版籍奉還を行って解消した。